# 伦敦电影学校
倫敦電影學院是位于英國伦敦柯芬園的一所非盈利性学校，地理位置与英国电影产业中心, 倫敦蘇豪区很近，学校创立于1956，前身是希瑟利美术学院 （页面存档备份，存于）在电影制作方面设置的课程，但在课程开始之前，希瑟利美术学院 （页面存档备份，存于）的所有权便不再归属其校长Gilmore Roberts，于是Gilmore Roberts独自继续了这个项目，在布里克斯頓成立了伦敦电影技术学院（London School of Film Technique），并于1960年代早期更名为伦敦电影学院（The London Film School）并迁址到目前的校址柯芬園。1974年，伦敦电影学院更名为伦敦国际电影学院（The London International Film School），2001年，学校恢复校名为伦敦电影學院（The London Film School）并于2017年改为伦敦电影學院（London Film School）。 
學院面向全球招生，海外学生占据75%比率，为这些学生提供电影制作、剧本写作的硕士学位，以及与华威大学、艾希特大学合作的方式提供硕士学位和以实践为主的电影博士学位，同时提供广泛的短期课程。
当前学校校长是Gisli Snaer，校主席是英国电影协会的主席Greg Dyke （页面存档备份，存于）

## 历史
在伦敦电影学院对电影的学习方式是通过实践，而不是在教室的授课，学校职能更贴近工作室。电影制作硕士学习过程中，学生们至少会制作十部电影，其中两部以上是导演身份，这些制作费用都包含在学费裏。一般会有130名学生同时上电影制作硕士课程，这些学生每年会制作170部以上的作品。
伦敦电影学院的教职人员主要由热爱电影并且富有经验的电影制作人组成。学校的硕士课程能够反映学校在电影产业中的地位，包括: 阿巴斯·奇亞羅斯塔米，西默斯·麥葛維，斯蒂芬·弗里尔斯等知名电影制作人都曾到倫敦電影學院讲课，
2014年是学院毕业生成绩较好的一年，在当年戛纳电影节中，西蒙梅萨索托的毕业作品《雷迪》获得短片部门的金棕榈奖，是英国电影学校第一次获得该项最高荣誉。总共有六位毕业生的作品入围，包括：麦克李的《特纳先生》获得两个奖项，维姆·文德斯和朱利安·诺里贝罗·萨尔加多的 《地球之盐》获得一種注目单元的评审团大奖。
当年学生作品入围200多个电影节，收获其中30个奖项，包括威尼斯电影节、伦敦电影节、圣丹斯电影节等等.
2015年奥斯卡奖最佳外语片的申报作品中有三部来自伦敦电影学院的毕业生，包括：第四次代表香港地区的许鞍华, 第二次代表埃及的默罕默德卡汗，代表多米尼加的雷体西亚托诺思，表明学校在全球电影产业中的影响力。
2016年毕业生Benjamin Cleary 的短片作品 “口吃” (Stutterer)， 荣获2016年第88届奥斯卡最佳实景短片奖 (Academy Award for Best Live Action Short Film)。
2017年第67届柏林电影节期间， 伦敦电影学院代表共有4部作品获奖， 其中校友兼学校导师Rafael Kapelinski 的影片 (Butterfly Kisses) 斩获柏林电影节水晶熊最佳影片。

## 著名校友
- 登·博伊德
- 布拉德·安德森
- 比尔·道格拉斯
- 塔克·藤本
- 丹尼·赫斯顿
- 邓肯·琼斯
- 麥克·李
- 麥可·曼恩
- 許鞍華
- 何啟南
- 嚴浩
- 约翰·伊文
- 博兹·大卫逊
- 弗兰克·罗达姆
- 罗斯·大卫尼斯
- 乔治·P·科斯马图斯
- 佐藤嗣麻子
- 伊恩·史密斯
- 伊恩·威尔逊
- 约翰·沃尔斯